# Western Carolina Catamounts

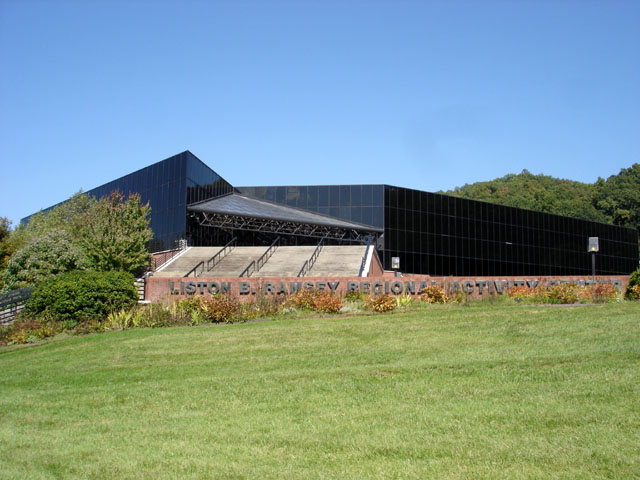
Ramsey Center.

Western Carolina Catamounts (español: Pumas de Carolina Occidental) es el equipo deportivo de la Universidad de Carolina Occidental, situada en Cullowhee, Carolina del Norte. Los equipos de los Catamounts participan en las competiciones universitarias organizadas por la NCAA, y forman parte de la Southern Conference.

## Apodo
Según el diccionario, un catamount es cualquiera de las distintas variedades de felinos salvajes, como el lince o el puma. La universidad se encuentra muy cerca de los Montes Apalaches, en los cuales proliferan este tipo de animales.
Hasta el año 1933 el apodo era el de Teachers (profesores), ya que la universidad se denominaba entonces "Western Carolina Teachers College". Se realizó entonces una consulta entre los alumnos para elegir nuevo apodo, y se aprobó que fuera el de Catamounts. Es una de las dos únicas universidades del país que llevan ese nombre, la otra es Vermont.

## Programa deportivo
Los Catamounts participan en las siguientes modalidades deportivas:
| - Masculino - Baloncesto - Béisbol - Fútbol americano - Atletismo - Cross - Golf | - Femenino - Cross - Baloncesto - Golf - Fútbol - Voleibol - Atletismo - Softball - Tenis |

## Baloncesto
La única aparición de los Catamounts en el torneo de la NCAA ocurrió en 1996, cayendo en primera ronda, pero estando a punto de dar la gran sorpresa, ya que perdieron por un punto contra el preclasificado número 1, Purdue, siendo Western Carolina el 16. De haber ganado, hubiese sido la primera vez que un equipo preclasificado en la última posición regional ganara al número 1.
Un total de 6 jugadores de los Catamounts han llegado a la NBA, destacando entre todos ellos el actual jugador de los Oklahoma City Thunder Kevin Martin.